# Редіу (Руджиноаса, Ясси)
Редіу (рум. Rediu) — село у повіті Ясси в Румунії. Входить до складу комуни Руджиноаса.
Село розташоване на відстані 317 км на північ від Бухареста, 55 км на захід від Ясс.

## Населення
За даними перепису населення 2002 року у селі проживали 1234 особи, усі — румуни. Усі жителі села рідною мовою назвали румунську.